# Alte Kirche von Hyvinkää

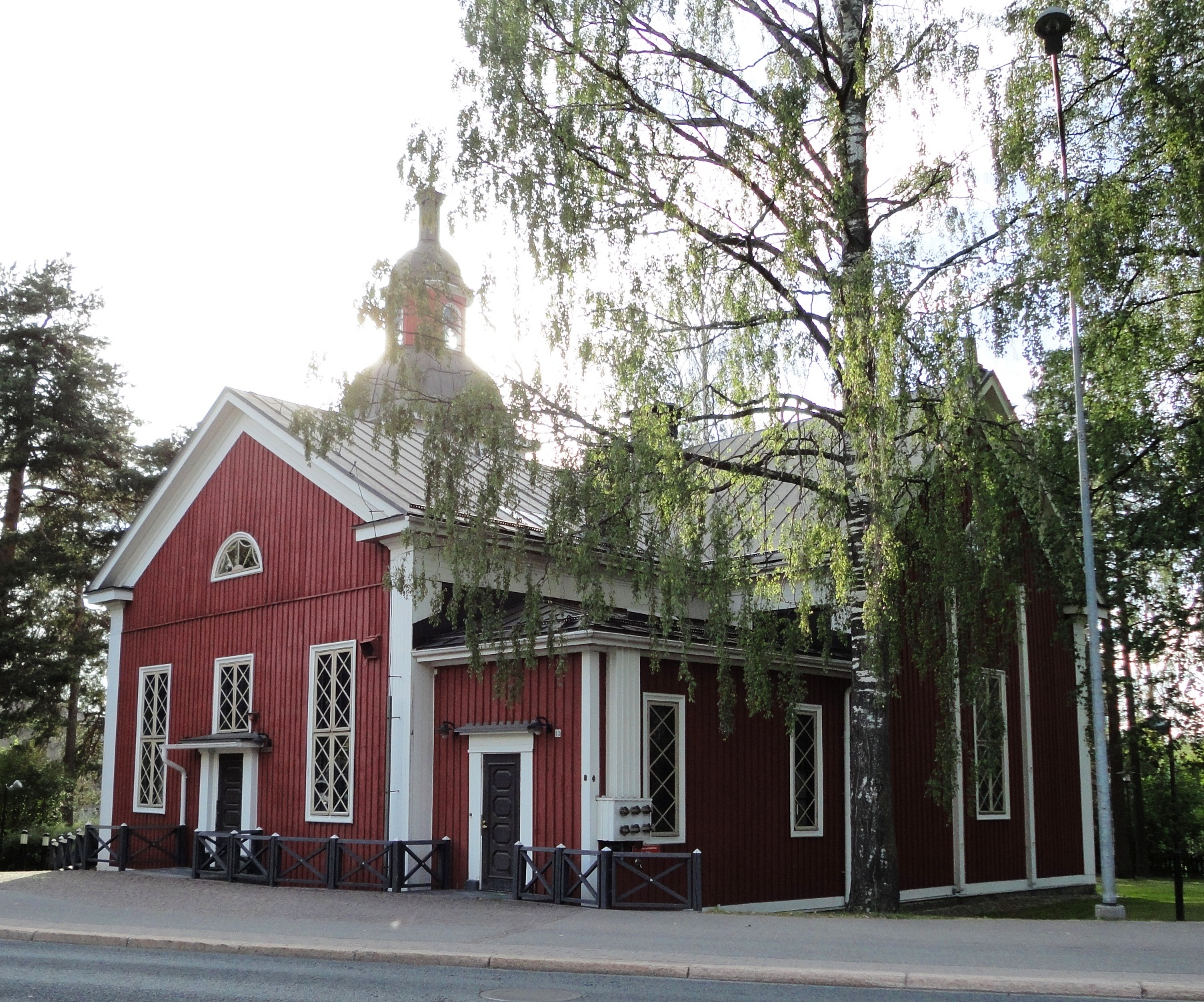
Die alte Kirche in Hyvinkää im August 2012

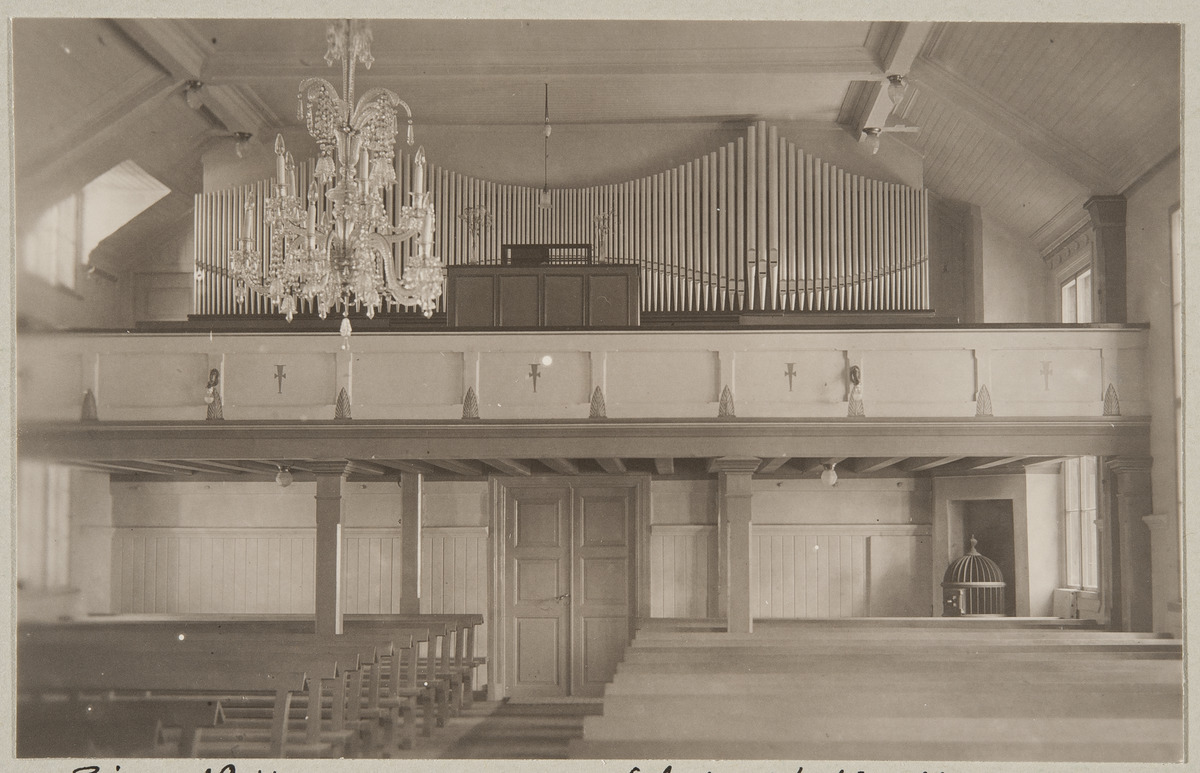
Ansicht der Kangasala-Orgel in der Kirche, 1931

Die evangelisch-lutherische Alte Kirche von Hyvinkää (finnisch Hyvinkään vanha kirkko, schwedisch Hyvinge gamla kyrka) ist eine Kirche in Hyvinkää, die 1895–1896 ursprünglich als Gebetsraum für den in der Provinz Uusimaa liegenden Gemeindeteil Nurmijärvi – der andere Gemeindeteil Hausjärvi lag ca. 25 Kilometer entfernt in der Provinz Hämeenlinna –  gebaut wurde.
Zuvor waren wenige Gottesdienste im Wartesaal des Bahnhofs Hyvinkää abgehalten worden.
Das ruhige Eisenbahndorf wurde lebendiger, als Ossian Donner im Dorf eine Wollspinnerei gründete. Hyvinkää brauchte ein eigenes Gebetshaus, und so wurde eine von Yrjö Sadenius, Sohn des Pfarrers Alfred Sadenius, entworfene rote Holzkirche gebaut.
Das Gebäude diente als Gebetsraum für den Finnischen Lutherischen Evangelischen Verein (finnisch: Suomen Luterilaisen Evankeliumiyhdistyksen; SLEY). Das Gebäude wurde der Kirchengemeinde von Hyvinkää geschenkt. Der Zweig der SLEY in Hyvinkää hat in der Kirche regelmäßig das Kreuzfest, Gemeindeabende und andere Veranstaltungen organisiert. Die Kirche wurde 1916 nach Plänen des Architekten Elias Paalanen umgebaut und 1923 nach einem Entwurf von Heikki Siikonen vergrößert.
1961, als die neue Kirche in Hyvinkää fertiggestellt wurde, wurde die Kirche, die bis dahin Hauptkirche hieß, zur alten Kirche, die aber erst 1978 durch Bischof Aimo Nikulainen offiziell als Kirche geweiht wurde. Die Kirche befindet sich im Zentrum von Hyvinkää und ist eine beliebte Hochzeitskirche.